# Wilhelmsthaler und Haller Bachtal
Das Naturschutzgebiet Wilhelmsthaler und Haller Bachtal liegt auf dem Gebiet der kreisfreien Stadt Remscheid in Nordrhein-Westfalen. Die unter Naturschutz stehende Fläche erstreckt sich östlich des Stadtteils Hackenberg in näherem Umkreis der Hofschaft Halle. Während die Hallebeeke im Haller Bachtal den südlichen Ortsrand von Halle nach Osten hin umrundet und dort in den Wilhelmsthaler Bach mündet, umfließt letzterer Halle zunächst auf der Nord-, dann auf der Ostseite. Bei Wilhelmstal mündet er in die Wupper.

## Bedeutung
Das Naturschutzgebiet hat eine Größe von 10,26 ha und ist seit dem Jahr 2003 unter der Nummer RS-016 unter Schutz gestellt. Die einzigartige, kleinräumige Verzahnung vieler seltener Lebensräume ist von hohem landschaftsästhetischen Reiz und eine besondere Eigenart des Gebietes.
In beiden Bachtälern liegen herausragend strukturierte Grünlandflächen. Bei den Magergrünlandflächen im mittleren Haller Bachtal handelt es sich um die arten- und blütenreichsten Magerweiden Remscheids. Viele gefährdete Pflanzenarten wie Blutwurz, Sumpfpippau, Kammgras, Sumpf-Schafgarbe, Teufelsabbiss und Schwarze Flockenblume sind hier zu finden.
Die Bachtäler sind Lebensraum für zahlreiche gefährdete Tierarten wie zum Beispiel Gartenrotschwanz, Trauerschnäpper, Wasseramsel, Sperber, Kleinspecht, Schwarzspecht, Habicht, Baumfalke und Groppe. Südlich von Böhlefeld am Wilhelmsthaler Bach und südlich von Halle sind wertvolle Teiche, die sich durch eine artenreiche Schwimmblatt-, Röhricht-, und Unterwasservegetation auszeichnen.
Wertvolle Heckenstrukturen gliedern das Haller Bachtal. Bedeutende Wiesenraine liegen im Wilhelmsthaler Bachtal östlich Böhlefeld. Die Hecken und Wiesensäume sind hier insbesondere als Biotopvernetzungselemente sowie landschaftsbildprägende Elemente der bäuerlichen Kulturlandschaft zu erhalten.

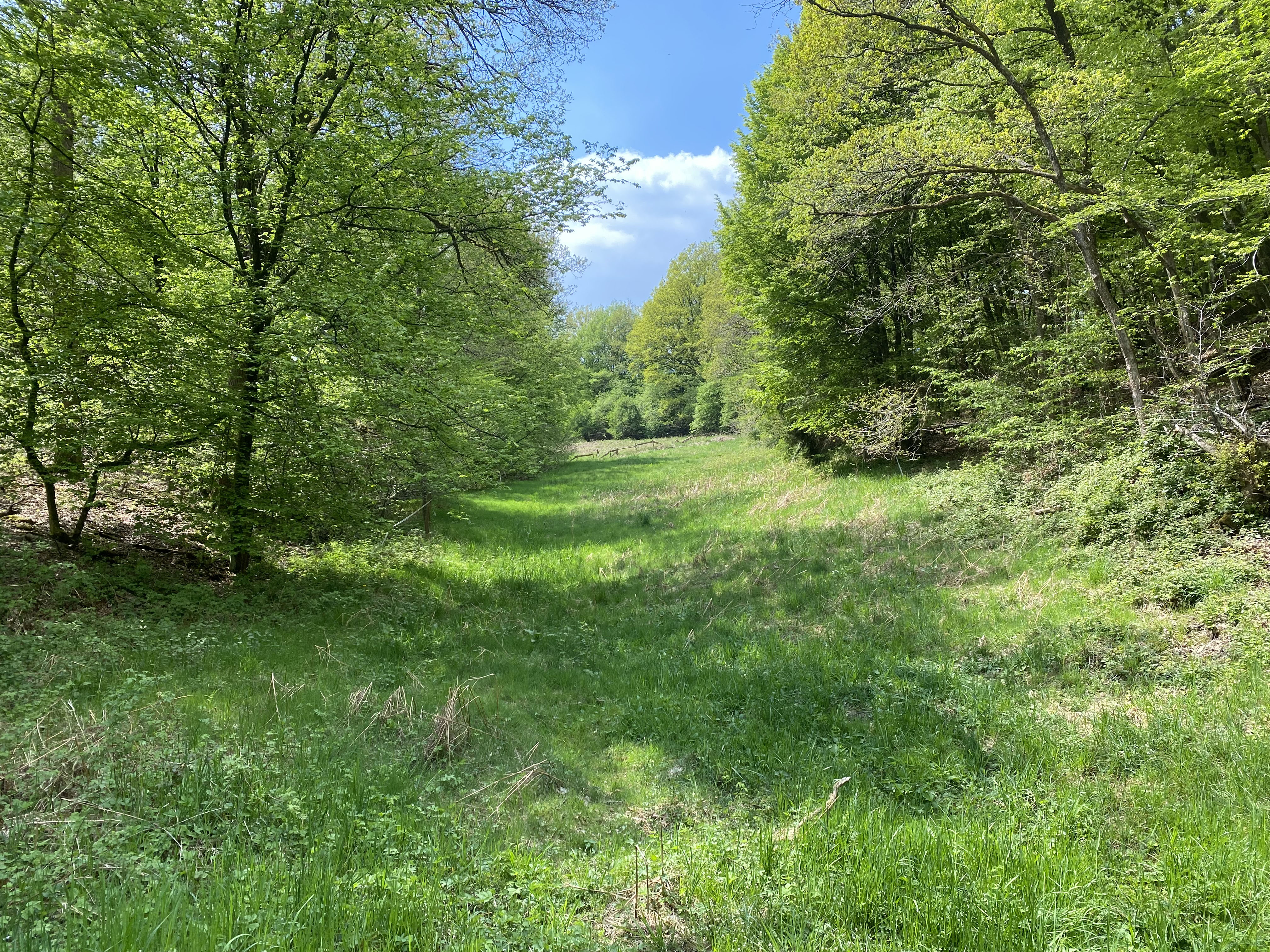
NSG Haller Bachtal
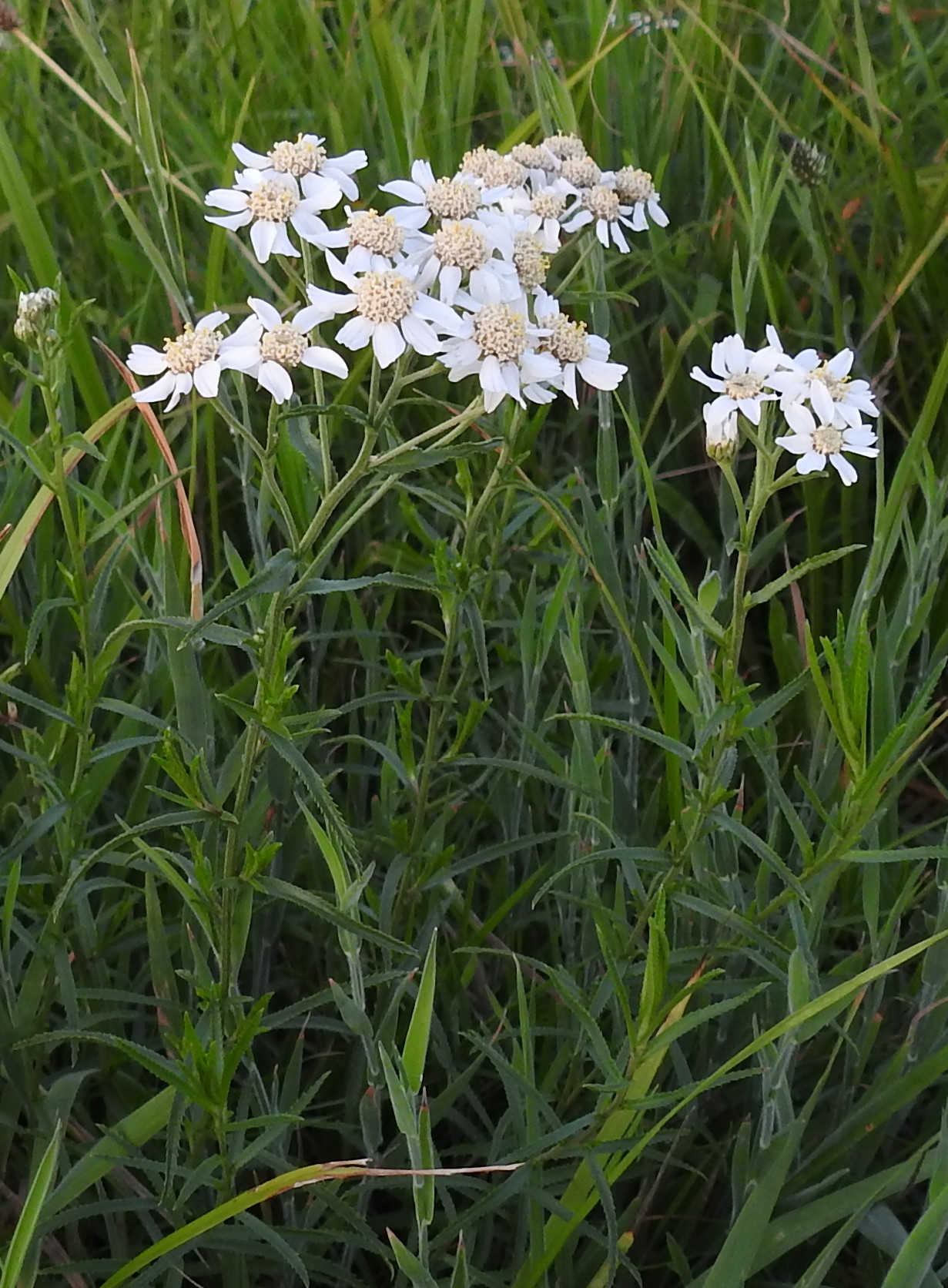
Sumpf-Schafgarbe (Achillea ptarmica)
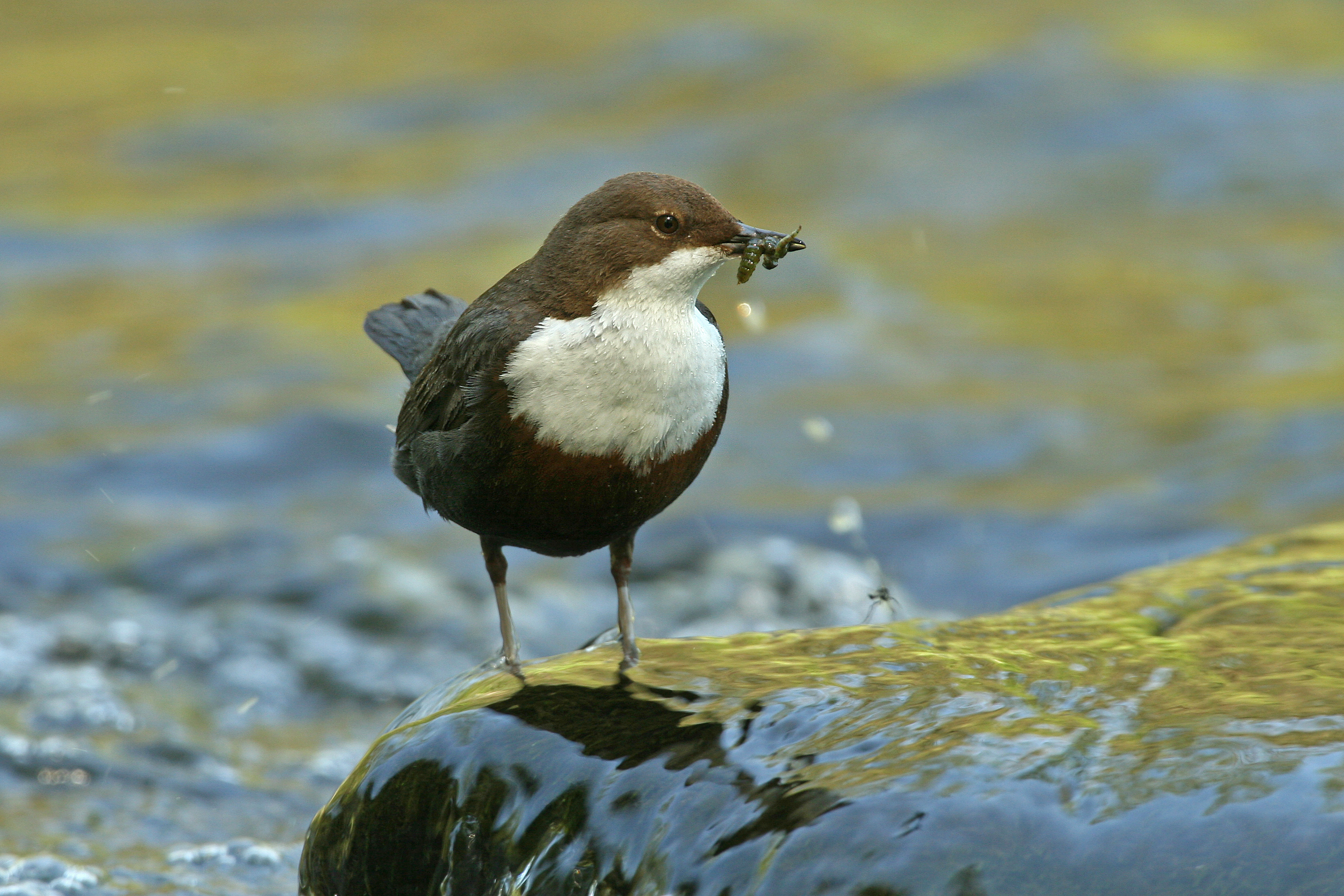
Wasseramsel (Cinclus cinclus)
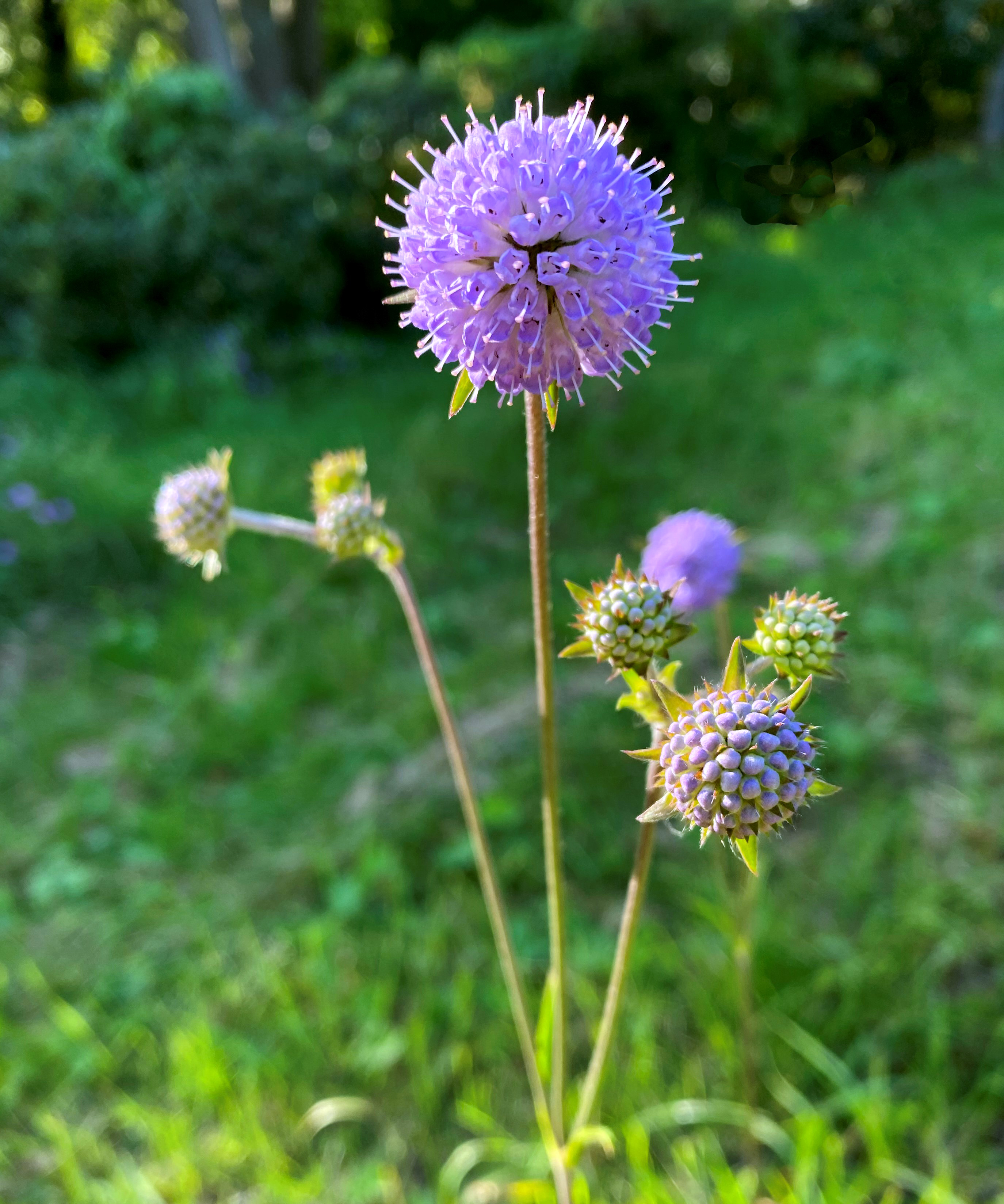
Teufelsabbiss (Succisa pratensis)
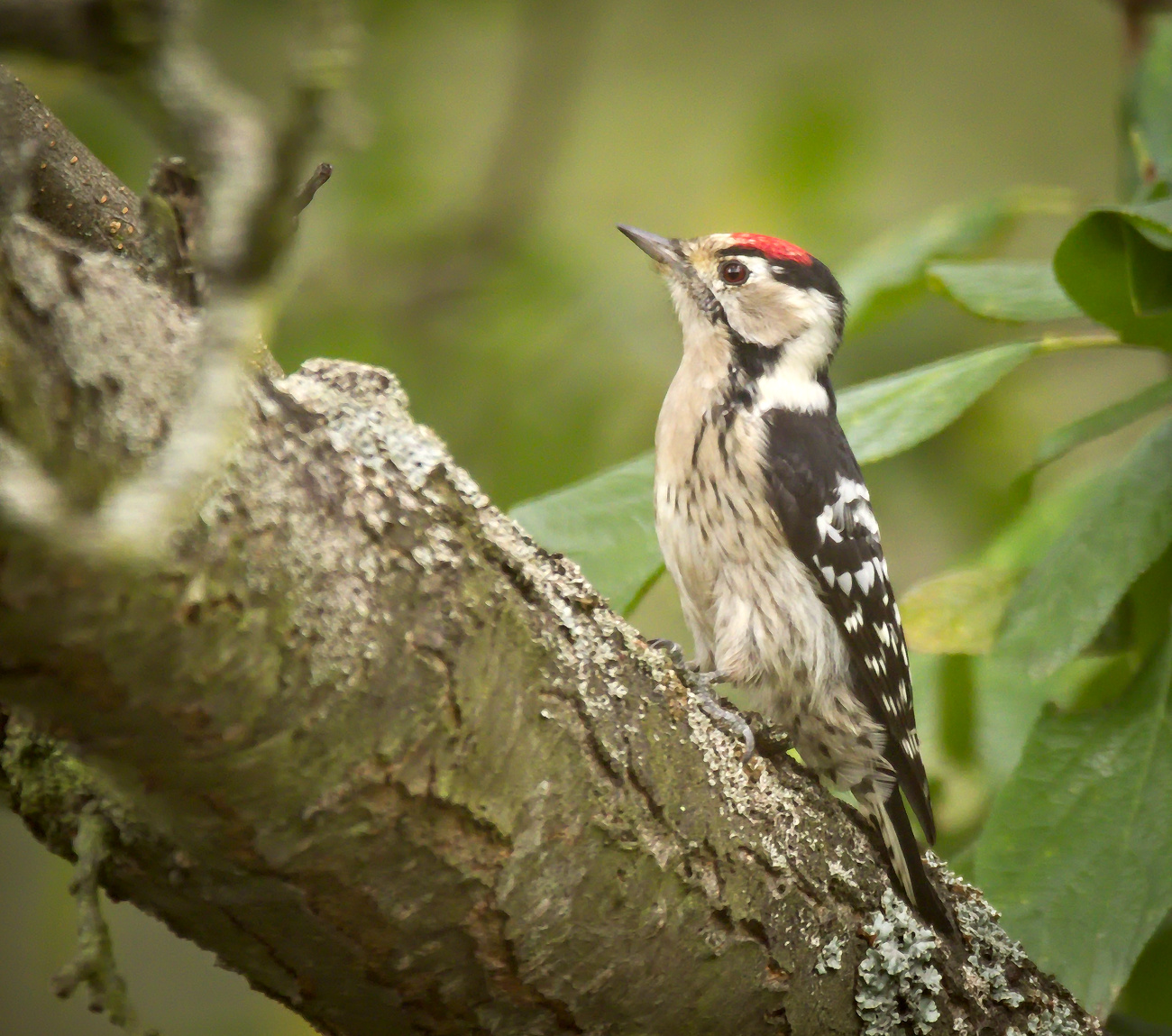
Kleinspecht (Dryobates minor)
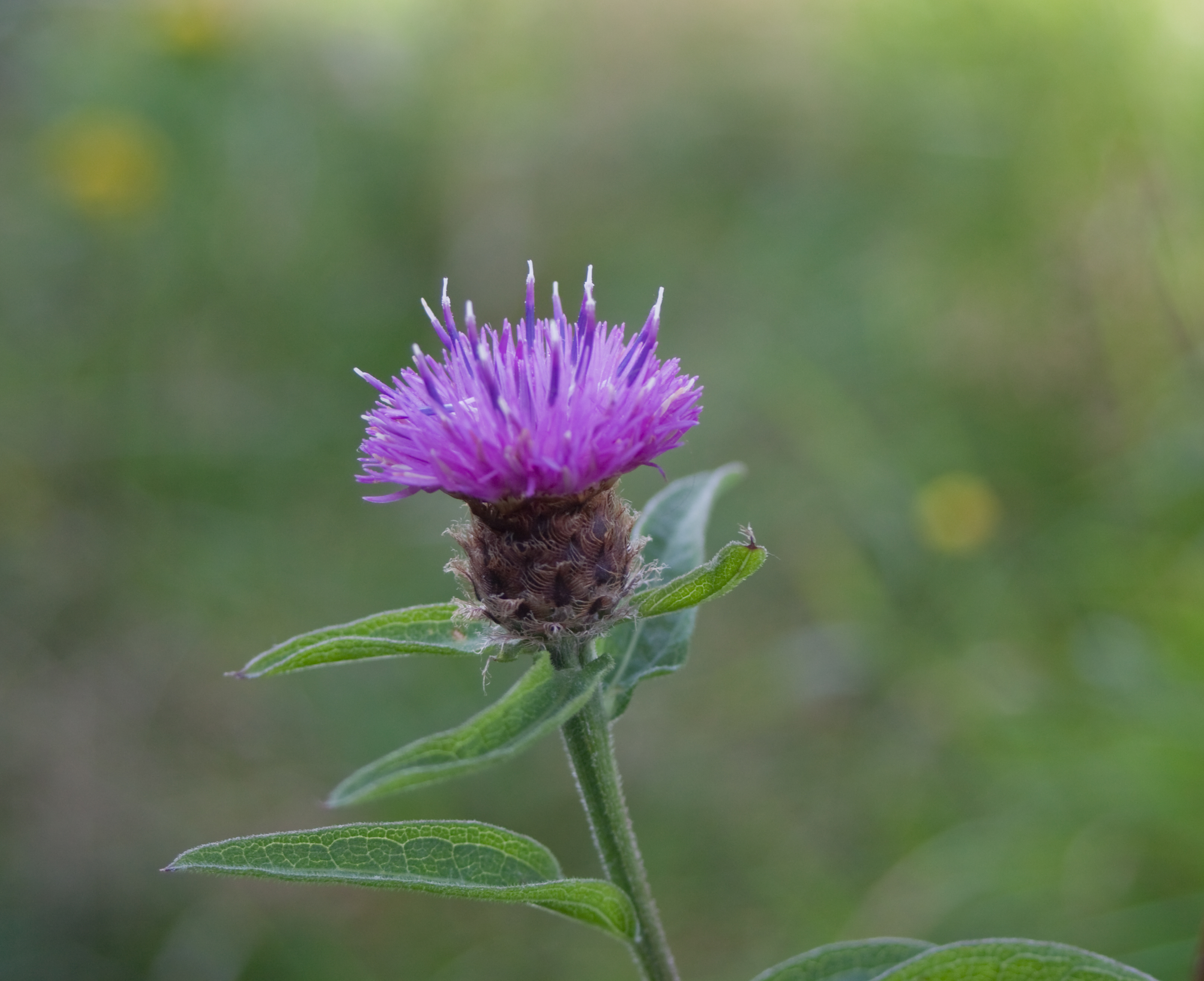
Schwarze Flockenblume (Centaurea nigra)
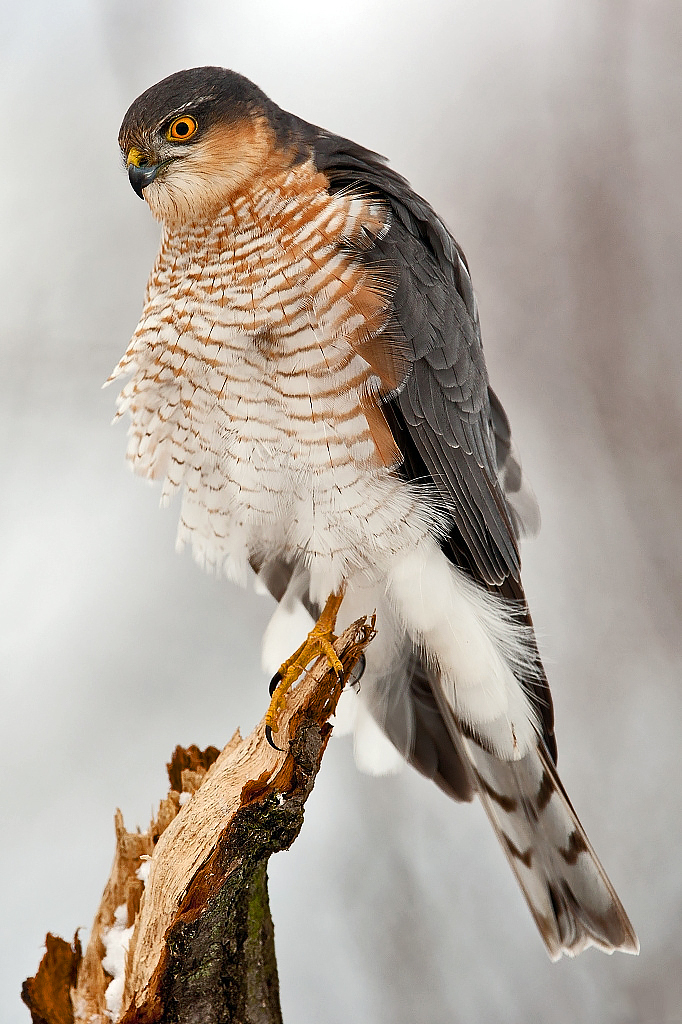
Sperber (Accipiter nisus)
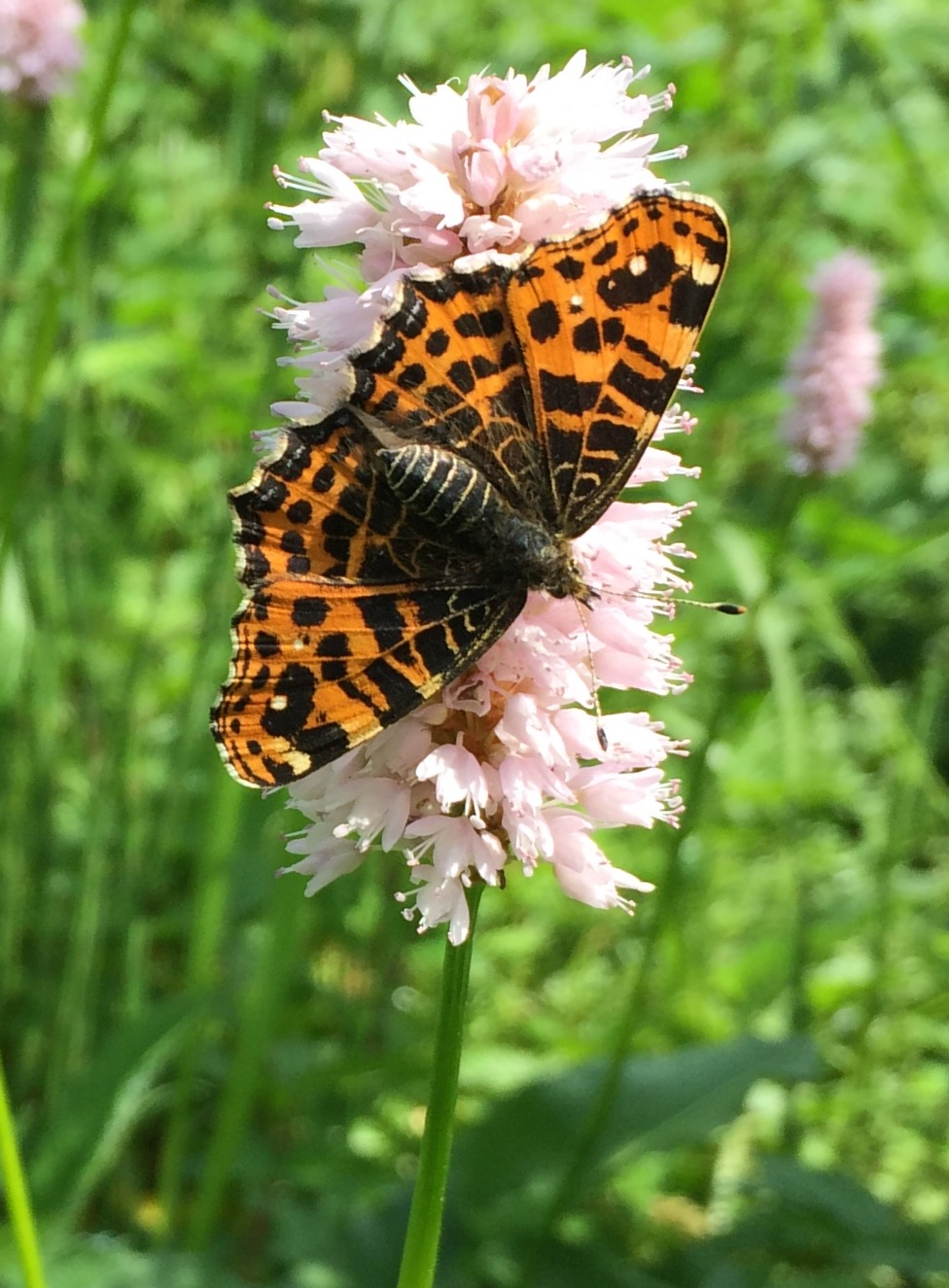
Landkärtchen auf Schlangen-Knöterich